# Lac de Beauregard
Pour les articles homonymes, voir Beauregard.
Le lac de Beauregard est un lac de rétention situé dans la commune valdôtaine de Valgrisenche à 1 770 mètres d'altitude, dans la haute vallée du même nom.

## Histoire

### Barrage
Le barrage qui l'a créé a été bâti en 1957. En cette occasion, les hameaux de Sevey, Beauregard, Suplun, Fornet, Chappuis, Surier et Usellières ont été évacués et submergés. 
Le barrage en arc présente une hauteur de 132 mètres, sur 428 mètres de long. Il est doté d'un mur d'escalade. 
La construction de ce barrage s'est révélée inutile par la suite, à cause de l'instabilité du terrain. Aujourd'hui le lac n'est rempli qu'à 1/10 de sa capacité (6,8 millions de mètres cubes d'eau au lieu de 70 millions). Les hameaux évacués n'ont jamais été repeuplés. 
La hauteur a été abaissée de 52 mètres. Le site autour du barrage d'origine a été entièrement modifié.

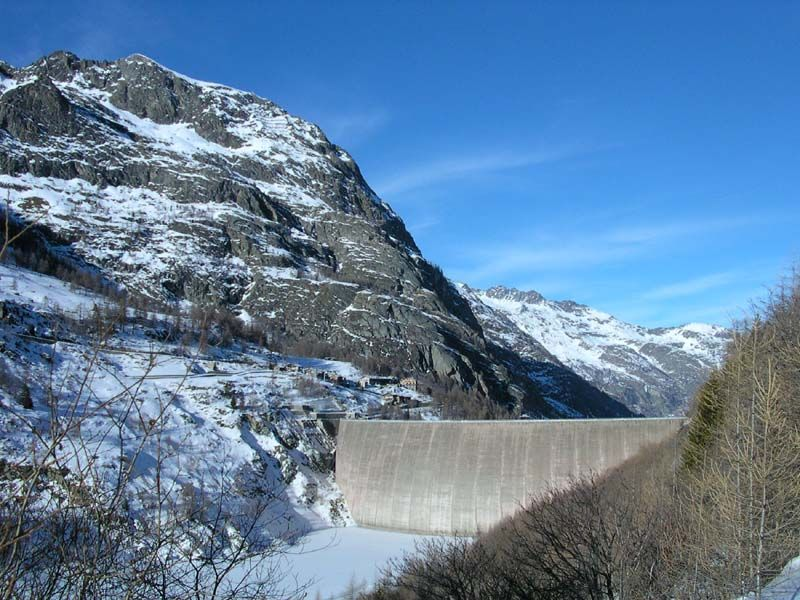
Le barrage en hiver (décembre 2007).